# Wenzel Benno Seidl
Wenzel Benno Seidl, auch Seidel (* 14. September 1773 in Schüttenhofen; † 7. Februar 1842 in Prag) war ein böhmisch-österreichischer Botaniker und Entomologe. Sein offizielles botanisches Autorenkürzel lautet „Seidl“.

## Leben und Wirken
Seidl befasste sich anfangs mit höherer Landwirtschaft, wandte sich aber unter Einfluss von Franz Willibald Schmidt, dessen Vorlesungen in Prag er hörte, der Botanik zu und unternahm botanische Exkursionen in die Umgebung von Prag und den Böhmerwald. Hauptberuflich war er Beamter in der k.u.k. Provinzialbuchhaltung in Prag, zuletzt als Rechnungsoffizial und möglicherweise schon ab 1809 angestellt. Zuletzt wohnte er in Schüttenhofen.
Er war 1807/08 am Tentamen florae Bohemicae (Versuch einer Flora Böhmens) von Johann Ehrenfried Pohl beteiligt und verfasste ein farbig bebildertes Manuskript über die Wildpflanzen Böhmens (Icones plantarum selectarum in Bohemia sponte nascentium), das er der Universitätsbibliothek Prag übergab. Er plante die Veröffentlichung einer Flora Böhmens, sein Hang zur Genauigkeit und Eigensinn verhinderten aber einen Druck, obwohl das Buch schon 1818 weit fortgeschritten war, speziell bei der Behandlung der Gräser. 1836 veröffentlichte er aber einen Band im Sammelwerk über die Flora Böhmens von Friedrich von Berchtold, Franz Wilhelm Sieber, Philipp Maximilian Opiz und Wilhelm Rudolf Weitenweber und anderen böhmischen Botanikern. Das Gesamtwerk brachte es auf drei Bände und blieb unvollendet.
Er lieferte auch einen Beitrag zur Die Rosen nach ihren Früchten (1825) des Pfarrers (zuletzt in Oberhofen am Irrsee) und Botanikers Tobias Seits und unterrichtete die Botaniker Jan Svatopluk Presl und Karl Bořiwog Presl im Sammeln und Präparieren von Pflanzen. Als Entomologe befasste er sich unter anderem mit den Hummel-Arten in Böhmen und veröffentlichte darüber. Er war Käfer- und Schmetterlingssammler.
Von ihm stammen einige Erstbeschreibungen.
Er war Mitglied der königlich bayerischen botanischen Gesellschaft zu Regensburg und der Oberlausitzischen Gesellschaft der Wissenschaften zu Görlitz.

## Ehrungen
Die Gattung von Seidlia Opiz 1826 aus der Familie der Sauergrasgewächse (Cyperaceae) ist ihm zu Ehren benannt.